# Ted Lewis (Schriftsteller)
Ted Lewis (geboren als Alfred Edward Lewis am 15. Januar 1940 in Manchester, Lancashire, England; gestorben am 27. März 1982) war ein britischer Romanautor.

## Leben und Werk
Die Familie von Ted Lewis, der Einzelkind blieb, zog nach dem Zweiten Weltkrieg 1947 nach Barton-upon-Humber. Seine Eltern erzogen ihn streng und lehnten den Besuch einer Kunstschule ab. Sein Englischlehrer, der britische Dichter und Schriftsteller Henry Treece, erkannte Lewis’ kreative Talente im Schreiben und der Kunst, schaffte es, seine Eltern von seinem Talent zu überzeugen und ermöglichte ihm den Besuch der Hull School of Art and Design. Diese besuchte er für vier Jahre. Anschließend arbeitete er in London in der Werbung und später als Spezialist für Animation bei Film und Fernsehen. Auch am Beatles Film Yellow Submarine von 1968 wirkte Lewis mit. Sein erster Roman All the Way Home and All the Night Through wurde 1965 veröffentlicht. 1970 folgte Jack's Return Home, der 1971 als Get Carter mit Michael Caine in der Hauptrolle erfolgreich verfilmt wurde und Lewis zum internationalen Durchbruch als Schriftsteller verhalf. 
Nach dem Scheitern seiner Ehe kehrte Lewis in den 1970er Jahren in seine Heimatstadt zurück. Er hatte schwere Alkoholprobleme; den Roman GBH schrieb er 1980, zwei Jahre darauf verstarb Lewis überraschend. Er veröffentlichte insgesamt neun Romane und einige Episoden für die Fernsehserie Z-Cars.

## Romane
- 1965 All the Way Home and All the Night Through
- 1970 Jack's Return Home, später als Get Carter
  - Jack Carters Wut, Bastei-Lübbe, 1987, ISBN 9783404191178
  - Jack rechnet ab, Ulisses Medien und Spiel Distribution GmbH 2002, ISBN 978-3890648163
- 1971 Plender
- 1973 Billy Rags
- 1974 Jack Carter's Law
  - Jack Carters Gesetz, Bastei-Lübbe 1987, ISBN 9783404191116
- 1976 Boldt
- 1977 Jack Carter and the Mafia Pigeon
  - Jack Carters Heimkehr, Bastei-Lübbe 1987 ISBN 9783404191086
- 1980 GBH
  - Schwere Körperverletzung, Black Lizard Bücher im Frank Nowatzki Verlag, Berlin 1990, ISBN 9783927734043
  - Schwere Körperverletzung, deutsch von Angelika Müller, Pulp 44, Pulp Master, Berlin 2020, ISBN 978-3946582045[5]

## Verfilmungen
- Get Carter, Drehbuch und Regie: Mike Hodges, UK 1971
- Get Carter, Drehbuch: David McKennah, Regie: Stephen Kay, mit Sylvester Stallone, USA 2002